# 法國人口
2013年1月1日時，法蘭西共和國有人口66,394,000，其中63,702,000人居住在法國本土， 2,692,000人居住在法國的海外省或法國海外領土。法國曾是歐洲人口最多的國家，中世紀時期歐洲四分之一以上的人口是法國人。19世紀後期，歐洲其他國家（如德國和俄羅斯）的人口數超過法國。但在戰後，由於嬰兒潮的出現，法國人口急劇增加。2004年以來，每年有20萬移民進入法國，其中二分之一出生在歐洲，三分之一出生在非洲。2009年至2012年期間，來自歐洲的移民急劇增加（平均每年增加12%）。法國的生育率在長期下降之後在1990年代出現回升，現在接近人口自然更替水準。2006年，法國人口自然增加30萬人，這是過去三十年未曾出現的。2010年，法國本土新出生了802,000名嬰兒，其中80.1%父母都是法國人，13.3%父母中有一人是法國人，6.6%父母都不是法國人。

## 法國歷史上人口
注意事項:
- 人口統計僅計算法國本土人口，不包括法國殖民地和保護國的人口。法屬阿爾及利亞及其各省雖然在1962年之前是法國的本土省份，但並未包含在數據中。
- 為了便於比較，下面提供的數據是現代邊界內的人口計算，並不計算中世紀的法蘭德斯，或是拿破崙戰爭時期的佔領領土人口。
- 1801年之前的人口數是現代估計，而從1801年開始的人口數則是透過人口普查。

來源：
| 年份       | 人口       | 年份       | 人口       | 年份       | 人口       |
| ---------- | ---------- | ---------- | ---------- | ---------- | ---------- |
| 西元前50年 | 2,500,000  | 西元1806年 | 29,648,000 | 西元1896年 | 40,158,000 |
| 西元1年    | 5,500,000  | 西元1811年 | 30,271,000 | 西元1901年 | 40,681,000 |
| 西元120年  | 7,200,000  | 西元1816年 | 30,573,000 | 西元1906年 | 41,067,000 |
| 西元400年  | 5,500,000  | 西元1821年 | 31,578,000 | 西元1911年 | 41,415,000 |
| 西元850年  | 7,000,000  | 西元1826年 | 32,665,000 | 西元1921年 | 39,108,000 |
| 西元1226年 | 16,000,000 | 西元1831年 | 33,595,000 | 西元1926年 | 40,581,000 |
| 西元1345年 | 20,200,000 | 西元1836年 | 34,293,000 | 西元1931年 | 41,524,000 |
| 西元1400年 | 16,600,000 | 西元1841年 | 34,912,000 | 西元1936年 | 41,502,000 |
| 西元1457年 | 19,700,000 | 西元1846年 | 36,097,000 | 西元1946年 | 40,506,639 |
| 西元1580年 | 20,000,000 | 西元1851年 | 36,472,000 | 西元1954年 | 42,777,162 |
| 西元1594年 | 18,500,000 | 西元1856年 | 36,715,000 | 西元1962年 | 46,519,997 |
| 西元1600年 | 20,000,000 | 西元1861年 | 37,386,000 | 西元1968年 | 49,780,543 |
| 西元1670年 | 18,000,000 | 西元1866年 | 38,067,000 | 西元1975年 | 52,655,864 |
| 西元1700年 | 21,000,000 | 西元1872年 | 37,653,000 | 西元1982年 | 54,334,871 |
| 西元1715年 | 19,200,000 | 西元1876年 | 38,438,000 | 西元1990年 | 56,615,155 |
| 西元1740年 | 24,600,000 | 西元1881年 | 39,239,000 | 西元1999年 | 58,520,688 |
| 西元1792年 | 28,000,000 | 西元1886年 | 39,783,000 | 西元2006年 | 61,399,733 |
| 西元1801年 | 29,361,000 | 西元1891年 | 39,946,000 | 西元2016年 | 64,513,000 |

## 另見
- 空對角線

## 外部連結
- Inflow of third-country nationals by country of nationality, by year （页面存档备份，存于）
- Demographic Profile France: Liberté, Égalité, Fertilité （页面存档备份，存于） – Allianz Knowledge Site, February 2008
- （法文） Audio book (mp3) – Introduction and first chapter of Éric Maurin's book Le ghetto français, enquête sur le séparatisme social
- （法文） Population of French communes with more than 2,000 inhabitants （页面存档备份，存于）
- （法文） Une question de la seconde génération en France – Le rôle de l'école dans la formation d'une identité minoritaire, par Patrick Simon （页面存档备份，存于）
- France opens first museum dedicated to the history of immigration – Networkeurope.org
- Population cartogram of France
- Immigration expert Mr. Patrick Weil, has written extensively on the topic and is a well-respected intellectual voice in France.
- French immigration motives in numbers （页面存档备份，存于）, INSEE
- Ministerial webpage
- Population statistics （页面存档备份，存于）, INSEE webpage
- Organization for Economic Cooperation and Development Migration （页面存档备份，存于） office
- Official migration reports, immigration.gouv.fr
- Expatriates in France, linkexpats.com